# 雪莉·斯托布斯
雪莉·斯托布斯（英語：Shirley Stobs，1942年5月20日—），美国女子游泳运动员。她曾代表美国参加1960年夏季奥林匹克运动会游泳比赛，获得女子4×100米自由泳接力金牌。